# Praga V
Der Praga V war ein von 1912 bis 1924 gebauter schwerer LKW.

## Geschichte
Der Praga V (das V steht möglicherweise für Vojenský = Militär-LKW) wurde aufgrund einer Ausschreibung des österreichisch-ungarischen Kriegsministeriums für einen 5-Tonner-Subventions-LKW 1911 entwickelt. Der LKW war eine der ersten Konstruktionen des Ingenieurs Franz Kec (1883 – 1971), der in der Folgezeit bei der Firma Praga etliche weitere Kraftfahrzeugtypen entwarf. Ab 1912 ging der LKW in Serie und wurde mehr oder weniger unverändert bis 1918 in ständig wachsenden Stückzahlen gebaut: Ausweislich der vergebenen Chassisnummern waren es 1911: 3 Stück, 1912: 10, 1913: 14, 1914: 75, 1915: 72, 1916: 180, 1917: 250, 1918: 332 Stück. 
Kunden waren bis Sommer 1914 private Unternehmen, denen der österreichische Staat den Kauf mit einer gewissen Geldsumme subventionierte, ab Kriegsausbruch (28. Juli 1914) der österreichisch-ungarische Staat, der die Fahrzeuge zu Nachschubzwecken einsetzte. Zu jedem LKW (Leergewicht ca. 3,5 t) wurde ein zweiachsiger Anhänger mit einem Leergewicht von 1,6 t und einer Nutzlast von 3 t geliefert. 
Von 1920 bis 1922 wurden vom gleichen Lastzug weitere 390 Stück von Praga gebaut, die sich nur unwesentlich (anderer Vergaser) vom Kriegsmodell unterschieden. Der Wagen kostete 1911/12 ca. 18.000 Kronen.

### Ungarische Lizenzproduktion
Da die Produktionskapazitäten bei Praga bei Kriegsausbruch 1914 nicht ausreichten, wurde eine Lizenz an die Firma Rába in Raab (ungarisch Győr) vergeben, dort entstanden 1914 bis 1931 ca. 480 weitere Praga V, davon 292 Stück bis 1918. Aus dem Praga V wurde 1915 der Praga N entwickelt, der bei gleicher Nutzlast einen stärkeren Motor aufwies und ab 1917 parallel zum Praga V gebaut wurde. 1924 löste ein Praga N mit neuem Motor den Praga V in der Produktion ab.

### Weitere Lizenzbauten?
Nach einer Quelle sollen in den letzten Kriegsjahren von verschiedenen Automobilfabriken Österreich-Ungarns etliche weitere Praga V in Lizenz hergestellt worden sein: von Austro-Daimler und Austro-Fiat je 500, von Laurin & Klement 400 und von der Nesselsdorfer Waggonfabrik 350 Stück. Ebenso sollen von den deutschen Firmen Benz, NAG, Büssing und Krupp in der gleichen Zeit jeweils 1000 Stück in Lizenz gebaut worden sein. Alle diese Lizenzbauten sind nach den vorhandenen Werkschroniken so nicht nachvollziehbar und auch sonst nirgendwo erwähnt. Mithin dürften diese Lizenzbauten nie das Planungs- oder Projektstadium verlassen haben.

## Technische Beschreibung
Der LKW hatte ein Leergewicht von rd. 3,5 Tonnen und eine Nutzlast von 5 Tonnen, im Gelände 3 Tonnen. Der Radstand betrug 4000 mm, der gesamte LKW war 5,90 m lang und 1,95 m breit. Angetrieben wurde er von einem wassergekühlten Vierzylinder-Viertakt-Ottomotor mit 110 mm Bohrung und 180 mm Hub, woraus sich ein Hubraum von 6840 cm³ errechnet. Der Motor leistete 40 PS (29 kW) bei 800/min und verhalf dem LKW zu einer Geschwindigkeit von bis zu 20 km/h. Gestartet wurde der Motor von Hand mit einer Kurbel. Der Treibstoffverbrauch lag bei 53 Liter/100 km. Das Getriebe hatte vier Vorwärts- und einen Rückwärtsgang. Der vierrädrige Anhänger hatte einen Radstand von 3,30 m, war 5,48 m lang, 1,75 m breit, wog rd. 1,6 Tonnen und trug bis zu 3 Tonnen Nutzlast.